# Allée couverte

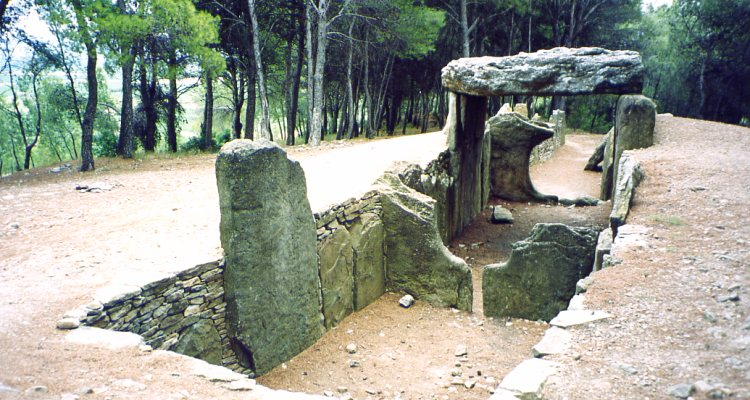
Dolmen a corridoio di Morrel dos Fados, Aude, Francia.

L'allée couverte (in italiano, corridoio coperto) è una tipologia di sepolcro collettivo megalitico.

## Descrizione
L'allée couverte si presenta come un dolmen allungato dove la camera sepolcrale ha più o meno la stessa larghezza del corridoio, quest'ultimo talvolta veniva suddiviso in sezioni, separate fra loro da lastre forate. Il corridoio è coperto con diverse lastre orizzontali che poggiano su una serie di lastre laterali (o ortostati); in alcuni casi l'intera struttura era nascosta da un tumulo di terra . In generale le allèe couverte presentano un'altezza costante per tutta la loro lunghezza
Le allée couverte più rappresentative sono quelle della Bretagna, dell'Île-de-France e in, numero minore, dell'Aquitania.

## Datazione
Sono generalmente più recenti rispetto ai domen a corridoio, furono costruite perlopiù tra la fine del Neolitico e il Calcolitico. Nel nord-ovest della Francia e nel Belgio meridionale queste strutture sono collegate alla civiltà di Seine-Oise-Marne.